# چینزی بوگیو
چینزی بوگیو (به ژاپنی: 鎮西奉行 Chinzei Bugyō)، یا کمیسر دفاع غرب، نامی بود که در سال ۱۱۸۶ برای نظارت بر دفاع از کیوشو ایجاد شد، مأموریت اصلی بوگیو جستجو و حذف هر کسی بود که از میناموتو نو یوشی‌تسونه حمایت می‌کرد که بر برادرش میناموتو نو یوریتومو شورش کرده بوده و خواست او این بود که خود تبدیل به شوگون شود. بعدها به عنوان اولین خط دفاعی در برابر حمله مغول به ژاپن عمل می‌کرد.